# Lauritz Lauritzen
Lauritz Lauritzen, né le 20 janvier 1910 à Kiel et décédé le 5 juin 1980 à Bad Honnef, est un homme politique allemand membre du Parti social-démocrate d'Allemagne (SPD).
Il est ministre fédéral du Logement de 1966 à 1972, puis ministre fédéral des Transports jusqu'en 1974, ce poste étant fusionné avec celui des Postes et des Télécommunications jusqu'en 1972. Au niveau régional, il est ministre de la Justice du Land de Hesse entre 1963 et 1966, après avoir été maire de Cassel pendant neuf ans.

## Biographie

### Avant la Seconde Guerre mondiale
Il passe son Abitur en 1929 à Plön, puis entame des études supérieures de droit à Fribourg-en-Brisgau. Il les achève en 1933 en réussissant l'examen de son premier diplôme juridique d'État à l'université Christian Albrecht de Kiel. Il décroche un doctorat en 1936 et son second diplôme l'année suivante. Il travaille ensuite à l'agence nationale pour la chimie à Berlin jusqu'à la fin de la Seconde Guerre mondiale.

### Haut fonctionnaire régional à partir de 1945
Nommé directeur de la chancellerie de Theodor Steltzer (en), président de la province du Schleswig-Holstein, en 1945, il obtient l'année suivante un poste de directeur au ministère régional de l'Intérieur, et l'occupe jusqu'en 1950. En 1953, il devient haut fonctionnaire du ministère de l'Intérieur de Basse-Saxe pour un an.
Il est décédé à l'âge de 70 ans, le 5 juin 1980, dans la ville de Bad Honnef.

## Parcours politique

### Comme militant
En 1929, il adhère au Parti social-démocrate d'Allemagne (SPD).
Il devient membre de la Sturmabteilung (SA) cinq ans plus tard et y reste jusqu'en 1938. Bien qu'il n'ait jamais adhéré au Parti national-socialiste des travailleurs allemands (NSDAP), il fait partie de plusieurs organisations liées aux nazis.
Après la Seconde Guerre mondiale, il occupe plusieurs positions dans l'appareil du SPD. Il siège ainsi au comité directeur en Hesse-du-Nord entre 1955 et 1963, et fait partie de celui du Schleswig-Holstein pendant deux ans à partir de 1969.

### De la mairie de Cassel au gouvernement de grande coalition
Après avoir été maire de la ville de Cassel entre 1954 et 1963, et ministre de la Justice de Hesse les trois années suivantes, Lauritz Lauritzen est nommé ministre fédéral du Logement et de l'Urbanisme d'Allemagne de l'Ouest dans la grande coalition de Kurt Georg Kiesinger et Willy Brandt le 1er décembre 1966. Il est élu député fédéral du Schleswig-Holstein aux élections de 1969, puis reconduit à son poste le 22 octobre dans la coalition sociale-libérale de Willy Brandt avec le titre de ministre fédéral de l'Urbanisme et du Logement.

### Ministre fédéral des Transports
Nommé ministre fédéral des Transports, des Postes et des Télécommunications le 7 juillet 1972, il conserve le portefeuille de l'Urbanisme jusqu'au 15 décembre. Ce jour-là, il perd également ses compétences sur les Postes et devient alors ministre fédéral des Transports.

### Fin de carrière
En 1973, il est choisi comme candidat SPD au poste de ministre-président pour les élections législatives régionales prévues en 1975 dans le Land du Schleswig-Holstein. Toutefois, il renonce à la suite de sa démission du gouvernement fédéral, qui prend effet le 16 mai 1974, consécutive à celle de Willy Brandt le 7 mai. Il continue de siéger au Bundestag jusqu'à sa mort, en 1980.